# 1979–1980-as osztrák labdarúgó-bajnokság (első osztály)
Az 1979–1980-as osztrák labdarúgó-bajnokság az osztrák labdarúgó-bajnokság legmagasabb osztályának hatvankilencedik alkalommal megrendezett bajnoki éve volt. 
A pontvadászat 10 csapat részvételével zajlott. A bajnokságot az Austria Wien csapata nyerte.  

## A bajnokság végeredménye
| #  | Csapat           | M  | Gy | D  | V  | RG | KG | P  |
| -- | ---------------- | -- | -- | -- | -- | -- | -- | -- |
| 1  | FK Austria Wien  | 36 | 20 | 10 | 6  | 84 | 39 | 50 |
| 2  | SK VÖEST Linz    | 36 | 17 | 9  | 10 | 63 | 41 | 43 |
| 3  | Linzer ASK       | 36 | 13 | 17 | 6  | 51 | 34 | 43 |
| 4  | Grazer AK        | 36 | 13 | 12 | 9  | 45 | 40 | 42 |
| 5  | SK Rapid Wien    | 36 | 11 | 13 | 12 | 46 | 40 | 35 |
| 6  | Austria Salzburg | 36 | 12 | 8  | 16 | 37 | 61 | 32 |
| 7  | Admira Wacker    | 36 | 9  | 13 | 14 | 34 | 53 | 31 |
| 8  | Wiener SC        | 36 | 9  | 11 | 16 | 52 | 59 | 29 |
| 9  | SK Sturm Graz    | 36 | 8  | 13 | 15 | 41 | 60 | 29 |
| 10 | First Vienna FC  | 36 | 10 | 6  | 20 | 40 | 66 | 26 |

- Az Austria Wien az 1979-80-as szezon bajnoka.
- Az Austria Wien részt vett az 1980–81-es bajnokcsapatok Európa-kupájában.
- Az Austria Salzburg részt vett az 1980–81-es kupagyőztesek Európa-kupájában.
- Az SK VÖEST Linz és a Linzer ASK részt vett az 1980–81-es UEFA-kupában.
- A First Vienna FC kiesett a másodosztályba (Erste Liga).